# Psycho (песня Мэйси Питерс)
«Psycho» — песня британской певицы-песенницы Мэйси Питерс, выпущенная 1 июля 2021 года на Gingerbread Man Records в качестве второго сингла с её дебютного студийного альбома You Signed Up for This.

## Отзывы
Песня получила похвалу за «более умный» и легкомысленный подход к термину «псих»; это резко контрастирует с песней Эйвы Макс 2018 года «Sweet but Psycho», которая вызвала критику со стороны нескольких защитников психического здоровья за стигматизацию психических заболеваний.

## Участники записи
Сведения взяты из Tidal
- Мэйси Питерс — вокал, автор песни
- Стив Мак — написание песен, продюсирование, клавишные
- Эд Ширан — написание песен, дополнительный бэк-вокал
- Крис Лоус — звукорежиссёр, ударные
- Тим Лоус — электрогитара
- Дэн Парси — звукорежиссура
- Стюарт Хокс — мастеринг
- Марк «Спайк» Стент — микширование
- Мэтт Волах — помощь в микшировании

## Чарты
| Чарт (2021)                        | Высшая позиция |
| ---------------------------------- | -------------- |
| Ирландия (IRMA)                    | 81             |
| Япония (Billboard Japan)           | 87             |
| Новая Зеландия (Recorded Music NZ) | 20             |
| Великобритания (UK Singles Chart)  | 57             |

## Сертификации
| Регион                                                                      | Сертификация | Продажи |
| --------------------------------------------------------------------------- | ------------ | ------- |
| Великобритания (BPI)                                                        | Серебряный   | 200 000 |
| Данные о продажах + прослушиваниях приведены только на основе сертификации. |              |         |

## История релиза
| Страна    | Дата        | Формат                       | Лейбл           | Источник |
| --------- | ----------- | ---------------------------- | --------------- | -------- |
| Различные | 1 июля 2021 | Цифровое скачивание стриминг | Gingerbread Man | [ 8 ]    |